# ماساأكي فوروكاوا
ماساأَكي فوروكاوا (باليابانية: 古川 昌明) (28 أغسطس 1968 في تشيبا في اليابان – )؛ هو لاعب كرة قدم ياباني سابق كان يلعب كحارس مرمى.

## وصلات خارجية
- ماساأكي فوروكاوا على موقع رابطة كرة القدم اليابانية للمحترفين (اليابانية)
- ماساأكي فوروكاوا على موقع قاعدة بيانات كرة القدم.إي يو (الإنجليزية)
- ماساأكي فوروكاوا على موقع عالم كرة القدم.نت (الإنجليزية)